# Schwarzenberger Gegenbach
Der Schwarzenberger Gegenbach, auch kurz Gegenbach, ist ein Bach im Böhmerwald, der entlang der Staatsgrenze von Deutschland und Österreich verläuft. Er ist ein Zufluss der Großen Mühl.

## Geographie
Der Bach entspringt am Bayerischen Plöckenstein auf einer Höhe von 1282 m ü. A. Er weist eine Länge von 8,79 km auf und fließt vollständig entlang der Staatsgrenze. Auf der deutschen Seite liegen das gemeindefreie Gebiet Pleckensteiner Wald und die Gemeinde Neureichenau, auf der österreichischen Seite die Gemeinde Schwarzenberg am Böhmerwald. Der Schwarzenberger Gegenbach nimmt linksseitig den Weißbach und den Hartmannsbach auf. Er mündet im Waldgebiet Michlegg (auch Mühleck) auf einer Höhe von 609 m ü. A. linksseitig in die Große Mühl.
Das Einzugsgebiet des Schwarzenberger Gegenbachs erstreckt sich über eine Fläche von 18,15 km². Davon liegen etwa 4,46 km² in Deutschland und etwa 13,7 km² in Österreich. Zum Einzugsgebiet in Deutschland gehören Teile der Siedlungen Klafferstraß und Lackenhäuser und zum Einzugsgebiet in Österreich der Einzelhof Zinngießer.
Die Wanderwege Goldsteig und Nordwaldkammweg, der hier Teil des Europäischen Fernwanderwegs E6 ist, queren den Bach.

## Umwelt

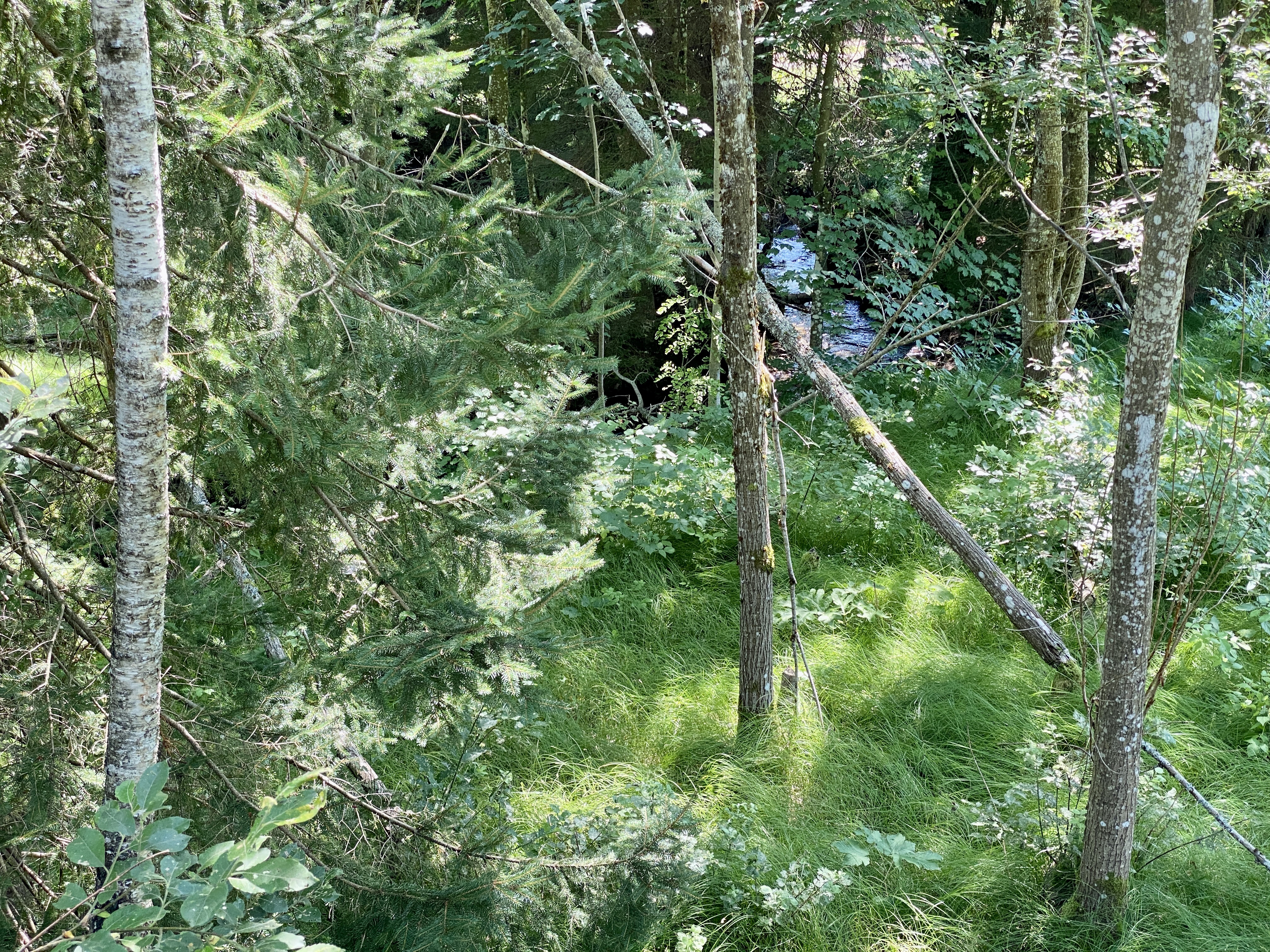
Ufergehölz am Schwarzenberger Gegenbach

In Deutschland ist der Schwarzenberger Gegenbach Teil des Naturparks Bayerischer Wald. Ein Großteil gehört außerdem zum Landschaftsschutzgebiet Bayerischer Wald. Der oberste Bachabschnitt liegt im Naturschutzgebiet Hochwald und im FFH-Gebiet Hochwald und Urwald am Dreisessel.
Auf der österreichischen Seite ist der Schwarzenberger Gegenbach Teil des 9.350 Hektar großen Europaschutzgebiets Böhmerwald-Mühltäler und der 22.302 Hektar großen Important Bird Area Böhmerwald und Mühltal. Am Einhang zum Gegenbach wachsen Schlucht- und Hangmischwälder. Auf der Höhe der Felsformation Teufelsschüssel erstreckt sich eine große landschaftsprägende Bürstlingswiese, auf der seltene Pflanzenarten gedeihen. Nordwestlich des Zinngießer-Hofs befindet sich eine Magerwiese, in die Kleinseggensümpfe eingebettet sind. In einer südöstlich des Zinngießer-Hofs gelegenen Magerwiese wachsen Rot-Schwingel, Rot-Straußgras und seltene Pflanzenarten.